# Angelo D’Angelo
Angelo D’Angelo (ur. 17 kwietnia 1965) – australijski aktor, występujący w produkcjach telewizyjnych i kinowych.

## Wybrana filmografia

### Filmy fabularne
- 1983: Bandyci kontra BMX (BMX Bandits) jako PJ
- 1984: Gadanina (Fast Talking) jako Scott Harris
- 1984: Dziecko Coca-Coli (The Coca-Cola Kid) jako kinooperator
- 1990: Wielki szwindel (The Big Steal) jako Vangeli Petrakis
- 1995: Sahara jako Giuseppe
- 2003: Zatoka serc (Home and Away: Hearts Divided) jako Ross McLuhan

### Seriale TV
- 1986: Powrót do Edenu (Return To Eden) jako Angelo Vitale
- 1994–1997: Szkoła złamanych serc (Heartbreak High) jako Rocco
- 1998: Cena życia (All Saints) jako Ross McLuhan
- 2003: Zatoka serc (Home and Away) jako Ross McLuhan
- 2013–2014: Tu będzie mój dom (A Place To Call Home) jako Amo Poletti (ojciec Gina)